# Euthyonacta solida
Euthyonacta solida är en sjögurkeart. Euthyonacta solida ingår i släktet Euthyonacta och familjen korvsjögurkor. Inga underarter finns listade i Catalogue of Life.